# Bienvenido Manga
Bienvenido “Ben” Manga Ubenga (Bata, Litoral, 11 de febrero de 1974) es un exfutbolista ecuatoguineano que desarrolló toda su carrera en Alemania, jugando como mediocampista. Actualmente, trabaja en el Eintracht Frankfurt como cazatalentos.

## Carrera
Manga logró tres apariciones de Bundesliga sin marcar para el Fortuna Düsseldorf en la temporada 1995/96.

## Vida personal
Vive en la ciudad alemana de Aquisgrán y también posee la nacionalidad alemana. Manga también trabajó como mecánico de automóviles. Tiene un primo, Juan Oburu, que juega para el TV Jahn Hiesfeld. Otro primo suyo, Kennedy "Keny" Ofong, es un jugador de futsal actualmente en el Umacon Zaragoza de España.

## Clubes
| Club                | País     | Temporadas  |
| ------------------- | -------- | ----------- |
| Fortuna Düsseldorf  | Alemania | 1993 - 1996 |
| Wuppertaler SV      | Alemania | 1996        |
| KFC Uerdingen 05    | Alemania | 1996 - 1997 |
| Alemannia Aquisgrán | Alemania | 1997 - 2000 |
| Karlsruher SC       | Alemania | 2000 - 2001 |
| Wormatia Worms      | Alemania | 2001 - 2002 |
| GFC Düren 09        | Alemania | 2002 - 2003 |
| Alemannia Aquisgrán | Alemania | 2003 - 2005 |